# Free-to-air

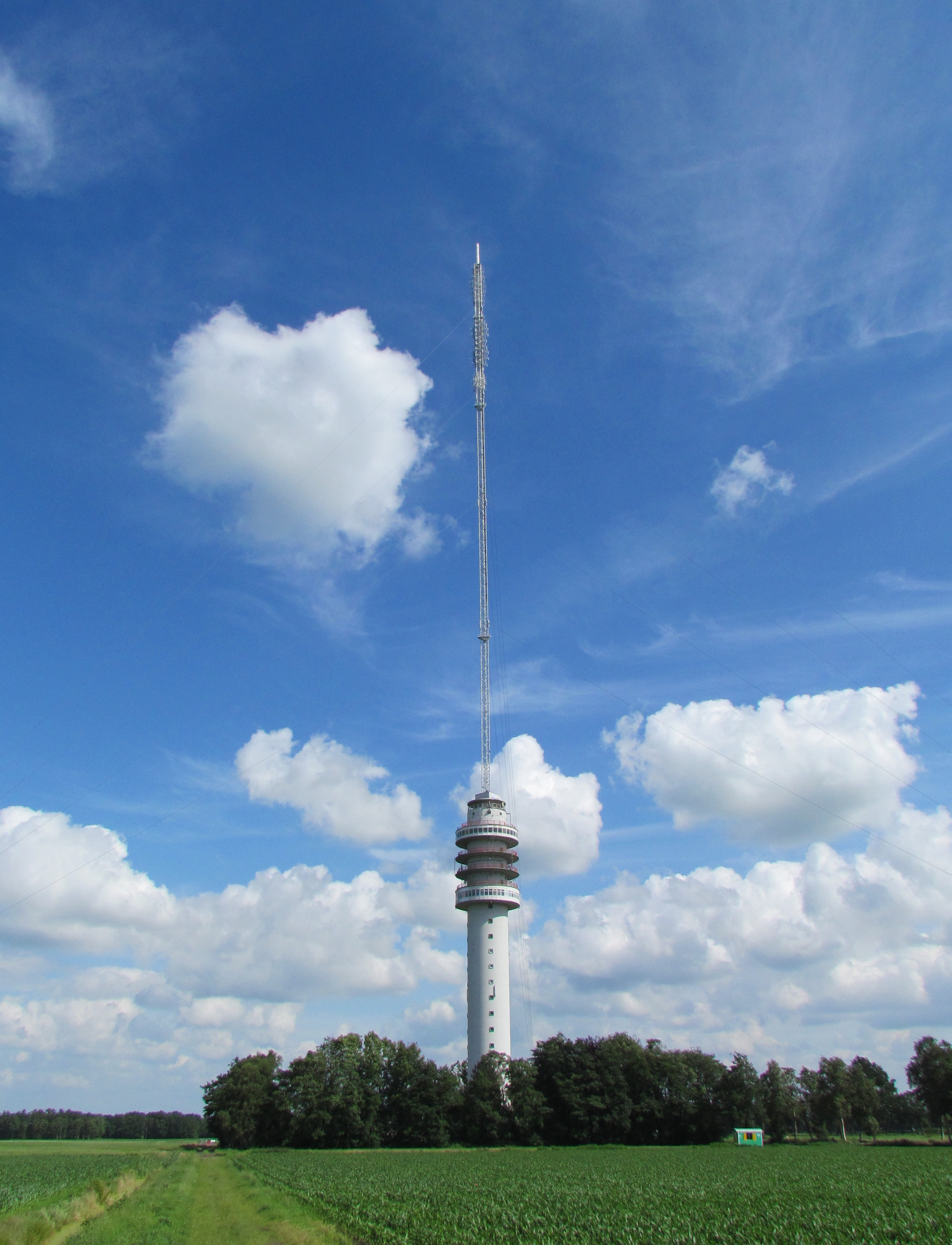
Televisietoren Smilde

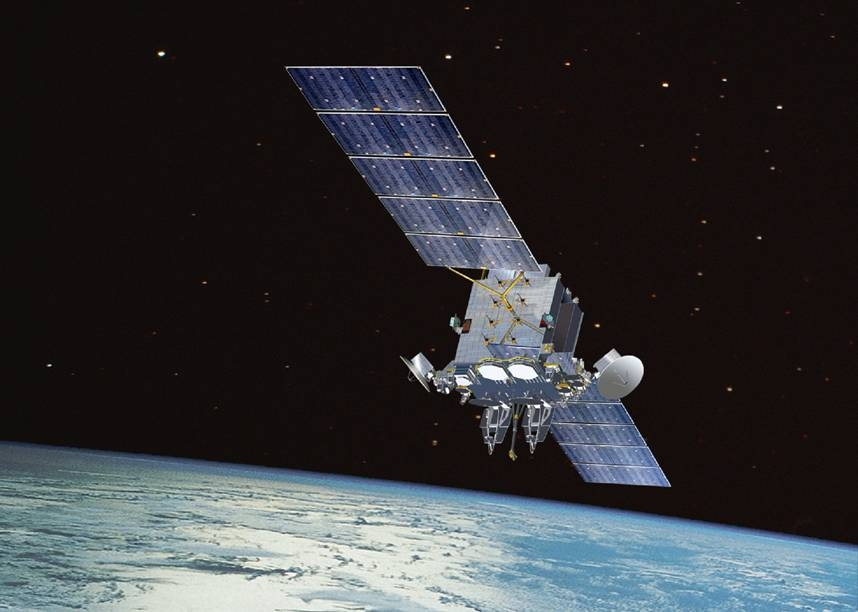
Een communicatiesatelliet.

Met het begrip free-to-air (FTA) wordt bedoeld dat een digitaal telecommunicatiesignaal, zoals van een digitale radio- of televisiezender, zonder versleuteling over een draadloos netwerk wordt uitgezonden en daardoor gratis is te ontvangen. Voor de ontvangst van deze uitzendingen is geen andere apparatuur nodig dan een standaard ontvanger.
Voorbeelden van free-to-air zijn:
- Televisie-uitzendingen in DVB-T2 HD van NPO 1, 2 en 3 en de regionale omroepen via zendmasten in Nederland;
- Televisie-uitzendingen in DVB-T2 HD van La Une, Tipik, La Trois en Blickpunkt van BRF via zendmasten in Wallonië;
- Televisie-uitzendingen in DVB-S of DVB-S2 van BVN, Das Erste, ZDF, BBC One en BBC Two via omroepsatellieten;
- Radio-uitzendingen in DAB+ via zendmasten.

Free-to-air wordt vaak verward met free-to-view. Bij free-to-view wordt het signaal echter versleuteld om auteursrechtelijke redenen.
Het grote voordeel van free-to-air-uitzendingen is dat de consument de uitzendingen met standaard apparatuur kan ontvangen. De consument wordt dan niet door de programma-aanbieder gedwongen om gecertificeerde apparatuur te gebruiken die veelal duurder is en minder mogelijkheden biedt dan standaard apparatuur.
Via kabeltelevisie wordt het basispakket veelal zonder versleuteling doorgegeven en kan dan op een gewoon televisietoestel zonder additionele apparatuur worden ontvangen. Deze variant van free-to-air wordt vaak free-to-cable genoemd.
Taalgebieden in West-Europa waar veel free-to-air uitgezonden wordt, zijn het Duitse, Engelse, Franse en Italiaanse taalgebied.